# Svampinfektion
Svampinfektion är en infektion kan uppstå i många av kroppens vävnader, men är särskilt vanligt i mun och slida. Den vanligaste orsaken är en obalans i munnens eller slidans bakterieflora, vilket kan ge förhöjt pH-värde och överväxt av Candida albicans. Ringorm eller revorm är det svenska namnet på en hudsvampinfektion. Trichophyton rubrum, microsporum canis och epidermiphyton floccosum är exempel på humanpatogena svampar som kan ge upphov till detta.

## Symptom
Symptom kan vara klåda, sveda och torrhetskänsla. I munnen kan tungan se vitare ut än normalt. I slida eller yttre könsorgan kan symptom vara rodnande slemhinnor och gryniga vita eller gulaktiga flytningar.

## Behandling
Svampinfektion behandlas med antimykotika i tablett- eller salvform eller både och, och genom att försöka återställa bakteriefloran till det normala. Vid svampinfektion i slidan bör man låta slemhinnorna vila och under en period undvika samlag.